# Эртель, Людвиг Николаевич
 Людвиг Николаевич Эртель (1817 — 1880, Санкт-Петербург) — русский военный деятель, генерал-майор (1863), окружной интендант Киевского военного округа. 

## Биография
Родился в 1817 году в русско-немецкой дворянской семье, записанной в дворянские книги по Новгородской губернии. В 12 лет поступил в Пажеский корпус в Санкт-Петербурге, в 1835 году был пожалован в камер-пажи, в 1836 году был выпущен из Пажеского корпуса в Лейб-гвардии Измайловский полк прапорщиком.
С 1840 года служил в Измайловском полку на должности полкового казначея. В 1847 году был назначен на должность санкт-петербургского бранд-майора (начальника пожарной охраны города) с производством в чин майора по армейской кавалерии. Находясь на той же должности (?), в 1851 году был произведен в подполковники, а 1-го января 1856 года — в полковники.
С 1858 году служил по интендантскому ведомству, сначала в должности управляющего Санкт-Петербургской комиссариатской комиссией. В 1863 году Эртель был произведён в генерал-майоры и назначен управляющим Брест-Литовской комиссариатской комиссией. В 1864—68 годах служил на должности окружного интенданта Киевского военного округа . С 1868 года состоял «без определённой должности по кавалерии», а фактически находился в отставке.
Скончался в Санкт-Петербурге в 1880 году.